# Charles Poncy
Louis-Charles Poncy, (Toulon, 2 avril 1821 - Toulon, 31 janvier 1891) est un maçon et poète français provençal de langues française et occitane.

## Biographie
Né dans une famille modeste de Toulon, Charles Poncy doit commencer à travailler à l'âge de neuf ans comme manœuvre de maçons, métier exercé par son père. Il apprend à lire chez les Frères de la Doctrine Chrétienne, puis à l'école communale supérieure, mais très vite, il doit retourner aux travaux de maçonnerie, Sur un étalage du port de Toulon, il achète pour deux sous un vieux volume d'Athalie, tragédie de Jean Racine qui semble lui avoir donné le goût des vers. Le futur autodidacte se forme l'esprit en lisant chaque mois Le Magasin pittoresque, cette revue de vulgarisation lui apprend quantité de choses que l'école n'a pas eu le temps de lui enseigner.
Il s'essaye dès lors à la composition de vers, alors qu'il ne gagne que 2,65 francs par jour avec son métier d'ouvrier maçon. Le père de Charles étant malade, le docteur Ortolan note une ordonnance de médicaments sur un bout de papier ; il est frappé par les vers du jeune maçon inscrits au dos. Le médecin propose de le publier, grâce à une souscription publique à Toulon. 
Son premier volume intitulé Marines est publié en 1842, il a vingt-et-un ans.
Ce premier recueil arrive aux mains de George Sand. Elle s’enthousiasme pour son talent et l'encourage vivement, en particulier dans ses nombreuses lettres (publiées dans la Revue des deux Mondes en 1909). Quelque peu moralisatrice toutefois, elle lui recommande de parler davantage de son travail d'ouvrier en s'épanchant moins dans le lyrisme amoureux envers son épouse.
De son côté, Alexandre Poncy (1823-1870), frère de Charles, également ouvrier, produit des poésies en provençal.
Il vit de son métier de maçon jusqu'en 1848, puis veut se présenter à l’Assemblée constituante en 1848. Non élu, il réussit à obtenir le poste de suppléant de juge de paix, puis de secrétaire de la Chambre de commerce de Toulon. 
En 1865 il est nommé chevalier de la Légion d'honneur. 
En 1881, il est élu majoral du Félibrige.
Il meurt en 1891.

## Œuvre
- 1842 : Marines, recueil de poèmes.